# День рушника

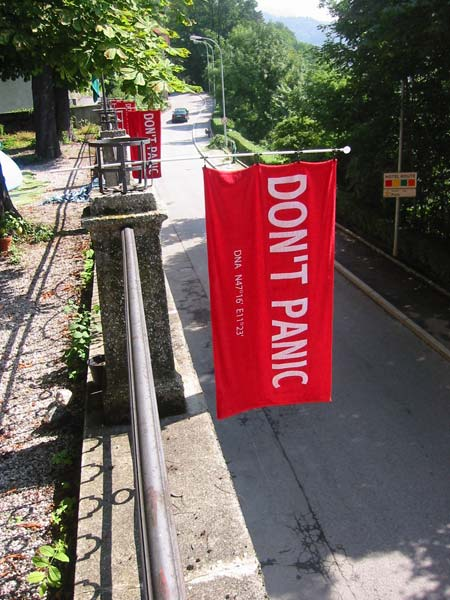
Святково прикрашена вулиця Інсбрука (2005)

День рушника — неофіційне свято, що відзначається щороку 25 травня прихильниками книжок Дугласа Адамса. У цей день поціновувачі «Путівника Галактикою» носять із собою рушник, який, як відомо, є найнеобхіднішою річчю для мандрівника автостопом. Уперше День рушника було відзначено у 2001 році через 2 тижні після смерті Адамса.
Інші можливі дати: 11 лютого (42-й день року), 11 березня (День народження Адамса), 2 квітня (4/2, якщо використовувати американську систему запису дат) або 4 лютого (4/2 за британською системою записи дат), 11 травня (день смерті Адамса), 22 червня (42-й день після його смерті) і 18 жовтня (42-й четвер року його смерті).

## Походження
У своєму романі «Путівник Галактикою» Адамс описав рушник як незамінну для автостопника річ.
«Путівник» присвячує рушникам окремий розділ. «Рушник, — сказано там, — мабуть, найнеобхідніший предмет в побуті туриста. Багато в чому його цінність визначається практикою: в нього можна загорнутися, подорожуючи холодними Лунами Бети Яглана; ним можна накритися, як ковдрою, ночуючи під зірками, що ллють червоне світло на пустельну планету Какрафун; на ньому зручно лежати на піщаних пляжах Сантрагінуса, насолоджуючись п'янкими ароматами моря; його зручно використовувати як пліт, спускаючись повільними, важкими водам річки Метелик; ним можна розмахувати, подаючи сигнали лиха, а можна і намочити його для рукопашної сутички, або обмотати ним голову, щоб не вдихати отруйні гази або уникнути погляду Кровожерного Твариножука з Трааля (разюче дурна тварюка, яка вважає, що якщо ви її не бачите, то і вона вас не бачить; на рідкість тупа, але виключно кровожерлива); ну і зрештою, ви цілком здатні ним витиратися, якщо, звичайно, рушник досить чистий.
Однак набагато важливіше психологічне значення рушника. З нез'ясовних причин, коли страг (НЕ автостопник) дізнається, що у автостопника є з собою рушник, то автоматично передбачає наявність зубної пасти, фляги, компаса, мотка мотузки, плаща, скафандра тощо. Більш того, страг з радістю позичить туристу будь-який з названих або неназваних предметів, „що загубилися“ в дорозі. В очах страга людина, яка об'їздила Галактику вздовж і впоперек, перенесла найтяжчі незгоди, з честю вийшла з відчайдушних ситуацій і зберегла при цьому свій рушник, безумовно, заслуговує найбільшої поваги».

## Поява
Початок Дню рушника поклало повідомлення під заголовком «День рушника. Пам'яті Дугласа Адамса» («англ. Towel Day: A Tribute to Douglas Adams»), опубліковане 14 травня 2001 року на «Binary Freedom», на форумі з відкритого програмного забезпечення, що недовго проіснував.
|  | Дугласа Адамса буде не вистачати усім його шанувальникам по всьому світу. Щоб усі шанувальники могли віддати данину його генію, пропоную відзначати день через два тижні після його смерті (25 травня 2001) як «День рушника». Всім шанувальникам Дугласа Адамса пропонується в цей день носити з собою рушник. Нехай рушник буде на видноті — використовуйте його як тему для розмови, щоб ті, хто ніколи не читав «Путівник Галактикою», пішли і знайшли собі екземпляр. Рушник можна обернути навколо голови, використовувати як зброю, просочити поживними речовинами — все, що завгодно! Оригінальний текст (англ.) Douglas Adams will be missed by his fans worldwide. So that all his fans everywhere can pay tribute to this genius, I propose that two weeks after his passing (May 25, 2001) be marked as «Towel Day». All Douglas Adams fans are encouraged to carry a towel with them for the day. Make sure that the towel is conspicuous — use it as a talking point to encourage those who have never read the Hitchhiker's Guide to go pick up a copy. Wrap it around your head, use it as a weapon, soak it in nutrients — whatever you want! |

## Виноски
1. ↑  Kornblum, Janet (24 травня 2001). Hitchhiker, grab your towel and don't panic!. USA Today. Архів оригіналу за 7 жовтня 2008. Процитовано 26 лютого 2008.